# Benny & Joon
Benny & Joon es una película estadounidense del año 1993 protagonizada por Johnny Depp y dirigida por Jeremiah S. Chechik.

## Argumento
La historia tiene lugar en una pequeña ciudad. Benny (Aidan Quinn) es un frustrado mecánico que no se atreve a tener relaciones sentimentales por temor a la reacción de su hermana Joon (Mary Stuart Masterson), a la que debe cuidar ya que él cree que por la enfermedad mental que tiene, ella no se puede valer por sí misma. Para poder ir a trabajar, él tiene a una asistente contratada en la casa, pero las manías y los ataques de Joon aterran a la mayoría. Ella, que es mucho más lista de lo que parece, lo sabe y se aprovecha de eso para echar a las que no le gustan, y no le gusta ninguna. La única distracción de Benny son las partidas semanales de póker, por eso, la noche que Joon hace que se marche la enésima asistente, se ve obligado a llevársela a la casa de su amigo si no quiere perderse la partida. Allí, Benny sale al porche con su mejor amigo y la novia de él para hablar y mientras Joon se queda sola con dos de los chicos. Ella les dice que recién ha aprendido a jugar al póker y les pide que jueguen los tres. Ellos le dicen que vale, porque Benny les ha pedido que hagan que Joon se divierta, ya que a ella le da mucho miedo salir de casa y él desea que se tranquilice. Uno de los muchachos se ha visto obligado a acoger a su primo pero está harto de él porque es un poco excéntrico: se pasa el día imitando a Buster Keaton y, como él dice "tiene 26 años y apenas sabe leer". Como Joon está loca y se juega cosas muy raras (como un trol mediano de pelo verde), él se juega a su primo porque Joon no lo encontrará raro. En efecto, ella juega y pierde. Cuando Benny regresa se da cuenta de que como ellos siempre juegan en serio, ahora él debe quedarse con el primo.
Sam (Johnny Depp) es un chico muy dulce y un poco loco, gran admirador de Buster Keaton, fantástico mimo y un cocinero un poco raro, ya que hace cosas tales como fundir los sándwiches de queso con una plancha (en la posición de rayón, porque "en seda queda pastoso y en algodón se quema. Lo mejor para el queso es la posición lana") o hacer puré de patatas machacándolas con una raqueta. Joon, que es una talentosa pintora, enseña a Sam a pintar y ambos se enamoran. Pero cuando Benny habla con un amigo suyo agente para conseguirle a Sam un trabajo de actor que implicaría irse de la ciudad, Sam se ve obligado a contarle que su hermana y él han mantenido relaciones sexuales. Benny piensa que Sam se ha aprovechado de la locura de su hermana y le expulsa de la casa. Sam vuelve por la noche y él y Joon se fugan. Pero en el autobús ella sufre un ataque y él se ve obligado a pedir ayuda al hospital psiquiátrico, donde la internan, cosa que trataban de hacer desde hacía tiempo. Ante la imposibilidad de ver a su hermana, que está furiosa con él por decirle que ella no podía amar porque estaba loca, Benny se reconcilia con Sam y comprende que él ama de verdad a Joon. Tratan de colarse en el ala del hospital donde está Joon y lo consiguen gracias a que Sam se hace pasar por un loco escapado de su habitación ante la ronda de guardia y Benny pasa desapercibido. Cuando consigue entrar, le dice a Joon que a partir de ahora ella tomará sus propias decisiones, ella sale del hospital y se va a vivir con Sam a un piso en el edificio de Ruth, una camarera que antes era actriz, con la que Benny empieza a salir y cuya única película Sam se sabe de memoria.
Cabe mencionar que el tema principal y que dio vida a la película fue el tema I'm gonna be (500 miles) compuesto y grabado en 1988 por el Grupo The Proclaimers.

## Reparto
| Actor                 | Personaje              |
| --------------------- | ---------------------- |
| Johnny Depp           | Sam                    |
| Mary Stuart Masterson | Juniper "Joon" Pearl   |
| Aidan Quinn           | Benjamin "Benny" Pearl |
| Julianne Moore        | Ruthie                 |
| Oliver Platt          | Eric                   |
| C.C.H. Pounder        | Dr. Garvey             |
| Dan Hedaya            | Thomas                 |
| Joe Grifasi           | Mike                   |
| William H. Macy       | Randy Burch            |
| Eileen Ryan           | Mrs. Smail             |
| Liane Curtis          | Claudia                |
| Lynette Walden        | Female Customer        |
| Noon Orsatti          | Patrón #1              |
| Dan Kamin             | Patrón #2              |

- Datos: Q793074
- Multimedia: Benny & Joon / Q793074